# ماريو جياني
ماريو جياني (بالإيطالية: Mario Gianni)‏ هو لاعب كرة قدم إيطالي، ولد في 19 نوفمبر 1902 في جنوة في إيطاليا، وتوفي في يوليو 1967 في ميلانو في إيطاليا. لعب مع نادي بولونيا ونادي بيزا.

## وصلات خارجية
- ماريو جياني على موقع قاعدة بيانات كرة القدم.إي يو (الإنجليزية)
- ماريو جياني على موقع عالم كرة القدم.نت (الإنجليزية)